# カンピオナート・サンマリネーゼ
カンピオナート・サンマリネーゼ（イタリア語: Campionato Sammarinese di Calcio）は、サンマリノのサッカーリーグである。

## リーグ概要
1985年創設。最初の1985-86シーズンのみ通常のリーグシステムで実施されたが、1986-87シーズンから1995-96シーズンまでのあいだは昇格・降格制度を有するセリエA1 (Serie A1) とセリエA2 (Serie A2) の2レベルから構成されていた。チャンピオンシッププレーオフにはセリエA2の昇格決定クラブにも出場権が与えられており、実際にセリエA2のクラブが決勝へと進出したこともあった。
1996-97シーズンからは上下の関係にはないジローネA (Girone A) とジローネB (Girone B) のふたつのグループに分割された。各クラブは同一グループのチームとホームアンドアウェーによる2回総当り、異なるグループのチームと1回総当りを行い、両グループの上位3チームが優勝クラブを決めるプレーオフに進む。優勝クラブにはUEFAチャンピオンズリーグ予選ラウンドの出場権が与えられる。
リーグ自体はアマチュアで、有力な選手はプロとしてイタリアの下位リーグに参戦することが多い。
ちなみに同国のクラブとしては、セラヴァッレに本拠を置くサンマリノ・カルチョが唯一、隣国イタリアのプロリーグに参戦しているが、所属選手のほとんどはイタリア国籍になっている。

## 2022-23シーズン所属クラブ
| クラブ名            | ホームタウン         |
| ------------------- | -------------------- |
| カイルンゴ          | カイルンゴ           |
| コスモス            | セラヴァッレ         |
| ドマニャーノ        | ドマニャーノ         |
| ファエターノ        | ファエターノ         |
| フィオレンティーノ  | フィオレンティーノ   |
| ファルチャーノ      | ファルチャーノ       |
| ユヴェネス/ドガーナ | ドガーノ             |
| ラ・フィオリタ      | モンテジャルディーノ |
| リベルタス          | ボルゴ・マッジョーレ |
| ムラタ              | ムラタ               |
| ペンナロッサ        | キエザヌオーヴァ     |
| サン・ジョバンニ    | ボルゴ・マッジョーレ |
| トレ・フィオリ      | フィオレンティーノ   |
| トレ・ペンネ        | サンマリノ市         |
| ヴィルトゥス        | アックアヴィーヴァ   |

## 歴代優勝クラブ
| - 1985-86 ファエターノ - 1986-87 ラ・フィオリータ - 1987-88 トレ・フィオーリ - 1988-89 ドマニャーノ - 1989-90 ラ・フィオリータ - 1990-91 ファエターノ - 1991-92 モンテヴィト - 1992-93 トレ・フィオーリ - 1993-94 トレ・フィオーリ - 1994-95 トレ・フィオーリ | - 1995-96 リベルタス - 1996-97 フォルゴーレ・ファルチャーノ - 1997-98 フォルゴーレ・ファルチャーノ - 1998-99 ファエターノ - 1999-00 フォルゴーレ・ファルチャーノ - 2000-01 コスモス - 2001-02 ドマニャーノ - 2002-03 ドマニャーノ - 2003-04 ペンナロッサ - 2004-05 ドマニャーノ | - 2005-06 ムラタ - 2006-07 ムラタ - 2007-08 ムラタ - 2008-09 トレ・フィオーリ - 2009-10 トレ・フィオーリ - 2010-11 トレ・フィオーリ - 2011-12 トレ・ペンネ - 2012-13 トレ・ペンネ - 2013-14 ラ・フィオリータ - 2014-15 フォルゴーレ・ファルチャーノ | - 2015-16 トレ・ペンネ - 2016-17 ラ・フィオリータ - 2017-18 ラ・フィオリータ - 2018-19 トレ・ペンネ - 2019-20 トレ・フィオーリ - 2020-21 フォルゴーレ・ファルチャーノ - 2021-22 ラ・フィオリタ - 2022-23 トレ・ペンネ |

## クラブ別優勝回数
| クラブ                         | 回数 | 優勝シーズン                                                           |
| ------------------------------ | ---- | ---------------------------------------------------------------------- |
| SPトレ・フィオーリ             | 8    | 1987-88, 1992-93, 1993-94, 1994-95, 2008-09, 2009-10, 2010-11, 2019-20 |
| SPラ・フィオリータ             | 6    | 1986-87, 1989-90, 2013-14, 2016-17, 2017-18, 2021-22                   |
| SSフォルゴーレ・ファルチャーノ | 5    | 1996-97, 1997-98, 1999-00, 2014-15, 2020-21                            |
| SPトレ・ペンネ                 | 5    | 2011-12, 2012-13, 2015-16, 2018-19, 2022-23                            |
| FCドマニャーノ                 | 4    | 1988-89, 2001-02, 2002-03, 2004-05                                     |
| SCファエターノ                 | 3    | 1985-86, 1990-91, 1998-99                                              |
| SSムラタ                       | 3    | 2005-06, 2006-07, 2007-08                                              |
| FCフィオレンティーノ           | 1    | 1991-92                                                                |
| ACリベルタス                   | 1    | 1995-96                                                                |
| SSコスモス                     | 1    | 2000-01                                                                |
| SSペンナロッサ                 | 1    | 2003-04                                                                |